# 京沈高速动车组列车
京沈高速动车组列车是中国铁路运行于直辖市北京市及辽宁省省会沈阳市的高速动车组列车，现每日共开行15对列车，列车客运乘务由沈阳局集团沈阳客运段、北京局集团北京客运段担当。

## 历史
2015年7月1日，新增北京南~沈阳北G217/218次列车、北京南~沈阳G219/220次列车，经由京津城际铁路、津秦高铁、京哈铁路运行；隔年1月10日再度增开相同经由的北京南~沈阳G237/238次列车、北京南~沈阳北G239/240次列车。
2017年4月16日，G239/240次列车延长至吉林站始发终到。
2019年1月5日，G219/220次、G237/238次列车计2对调整至沈阳南站始发终到，同年12月30日G237/238次列车延长至吉林站始发终到。
2021年1月22日，配合京哈客运专线通车，沈阳与北京间新增全程经由京哈客运专线的高速动车组列车。同年6月25日，再度新增全程经由京哈客运专线运行的高速动车组列车，并安排G907/908次在北京站始发终到。同年7月11日，为照顾葫芦岛市在7.11调图后无图定进京动车的问题，临时新增北京南-沈阳南G4603/4604次列车。同年10月11日，将原大连北-北京南G379/378、G377/380次、G497/496、G495/498次列车调整至沈阳北站始发终到，车次分别调整为G379/380次、G497/498次，其中G379/380次列车经由京津城际铁路、津秦高铁、京哈铁路、盘营客运专线、沈大高铁运行；G497/498次列车经由京津城际铁路、津秦高铁、京哈铁路运行，G4603/4604次列车不再开行。
2022年1月10日，配合铁路运行图调整，G498次列车改为沈阳南站始发，G497次列车改为沈阳站终到，G981/976次列车在辽宁朝阳站至沈阳南站间改经朝凌高速铁路、京哈铁路、盘营客运专线、哈大客运专线运行，G379/380次列车停运。不过同年12月26日起G497/498次再度调整经由和时刻，全程经由京津城际铁路、津秦高速线、京哈铁路、盘营客运专线、沈大高铁运行，G497次再度调整至沈阳南站终到。
2023年7月1日，配合京哈高铁运行图第二次重排，重新安排全程经由京哈高铁的列车13对，同时G497/G498次在北京至老庄子线路所间改经京哈铁路、通燕联络线、京唐城际铁路、唐滦联络线运行并改为北京站始发终到。
2024年12月28日，配合技术提升型高寒智能动车组CR400BF-GS投入运营，北京局G982次更改为CR400BF-GS运营。2025年1月1日，沈阳局G920/925次、G990/995次更改为CR400BF-GS运营。而北京局的G921/922次、G927/928次这两对一站直达列车也已于2025年1月4日起更换为CR400BF-GS运营。
2025年1月5日，原北京-沈阳南D571/504次列车升级为高速动车组列车，车次改为G491/492次。
2025年7月1日，配合京哈高速铁路京沈段提质达标至350km/h运行，重新安排所有经由京沈高铁的列车13对，其中6对车次（G951-G962次）由复兴号担当可高标运行，全程一站直达最短2小时29分钟。

## 使用列车
主要使用CR400AF-G、CR400BF-G、CR400BF-GS、CRH380BG等列车，其中部分班次重联运行。列车编组如下：
| 车厢编号 | 1/9                 | 2-3/10-11   | 4/12        | 5/13              | 6-7/14-15   | 8/16                |
| 车型     | ZYS 一等座车/商务车 | ZE 二等座车 | ZE 二等座车 | ZEC 二等座车/餐车 | ZE 二等座车 | ZES 二等座车/商务车 |

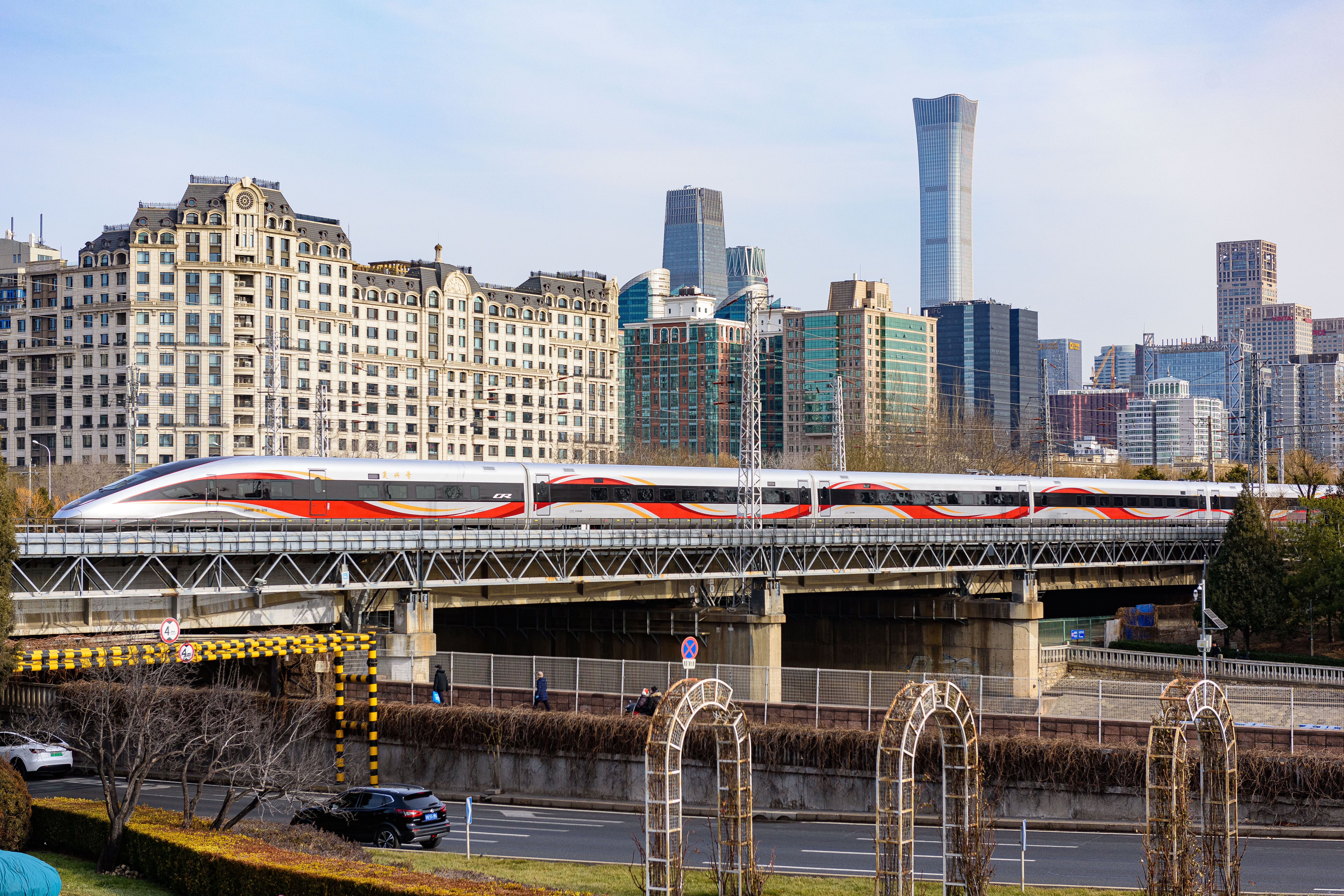
使用单组CR400BF-GS的G925次驶出北京站（2025年1月摄）
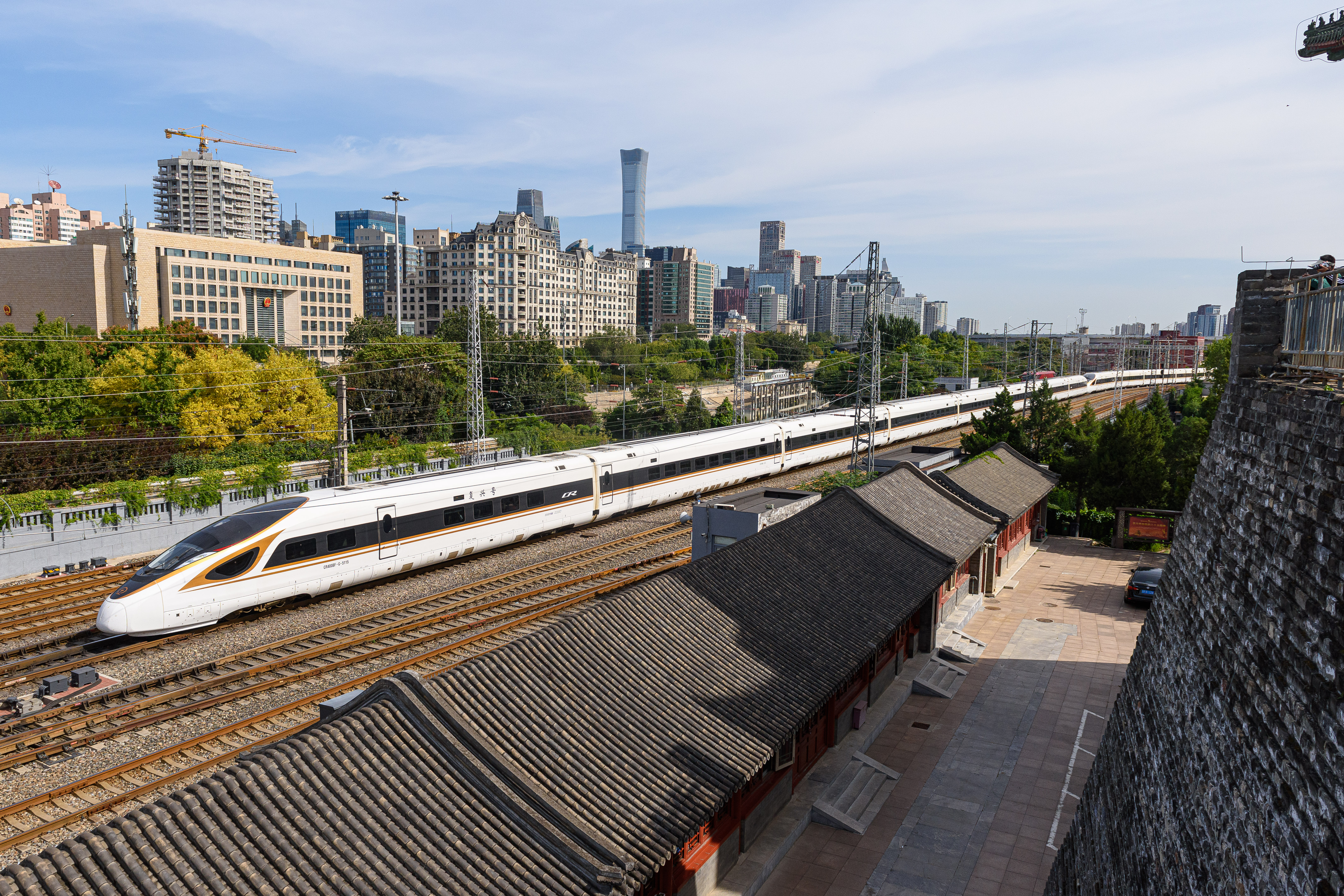
使用重联CR400BF-G的G920次驶入北京站（2023年10月摄）
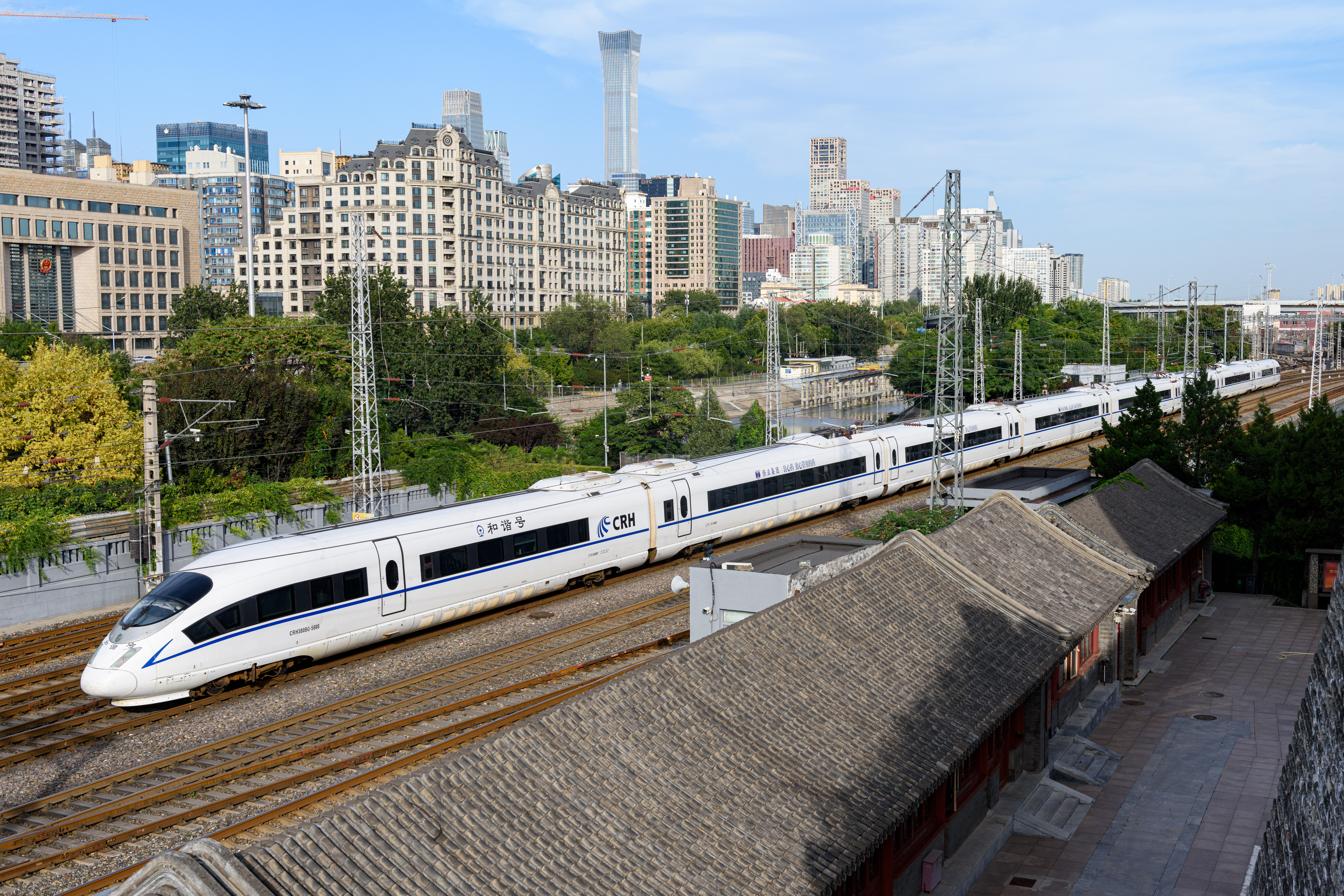
使用单组CRH380BG、经由京唐城际与秦沈客专的G497次驶出北京站（2023年10月摄）
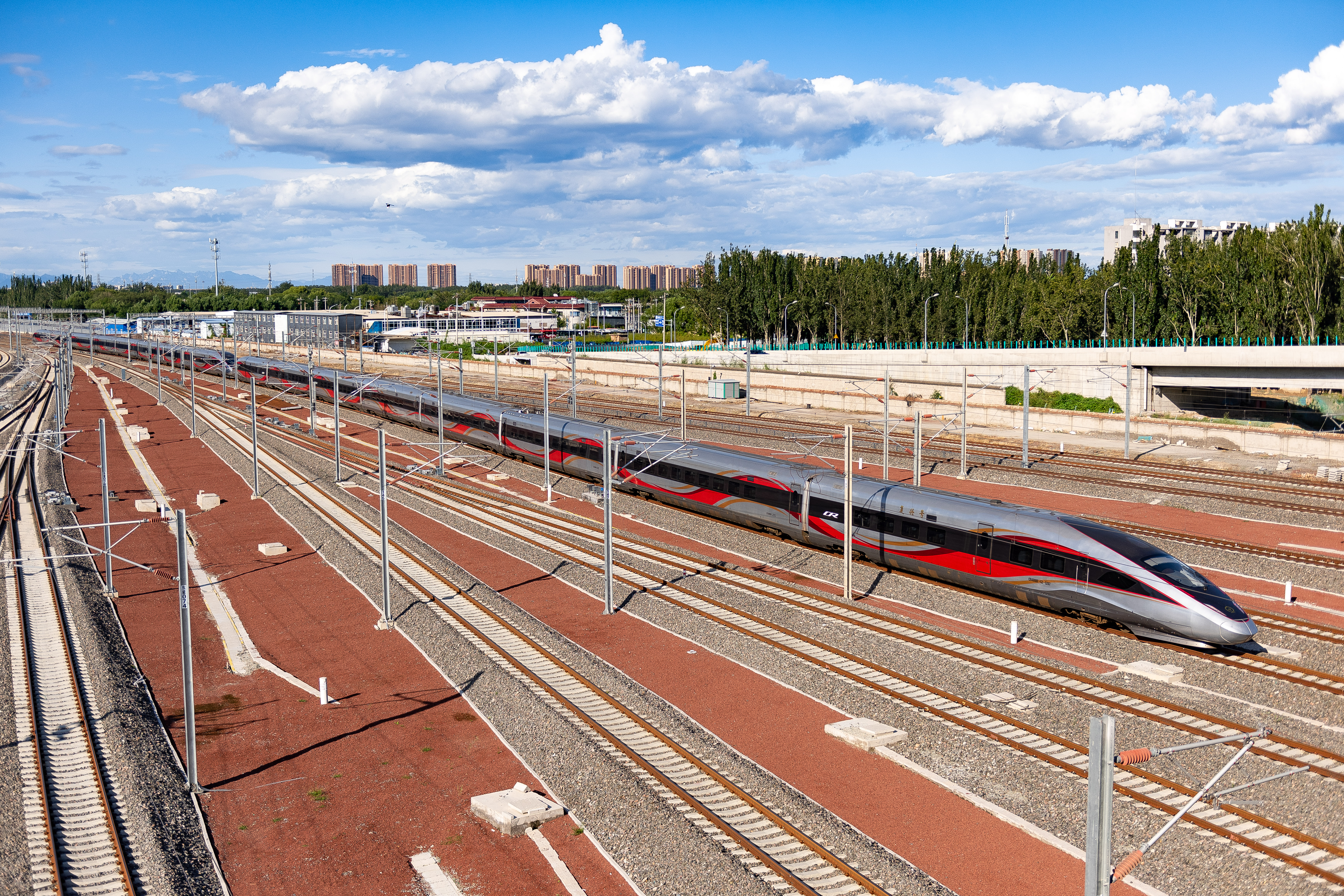
使用重联CR400BF-GZ的G919次驶出北京朝阳站（2021年9月摄）
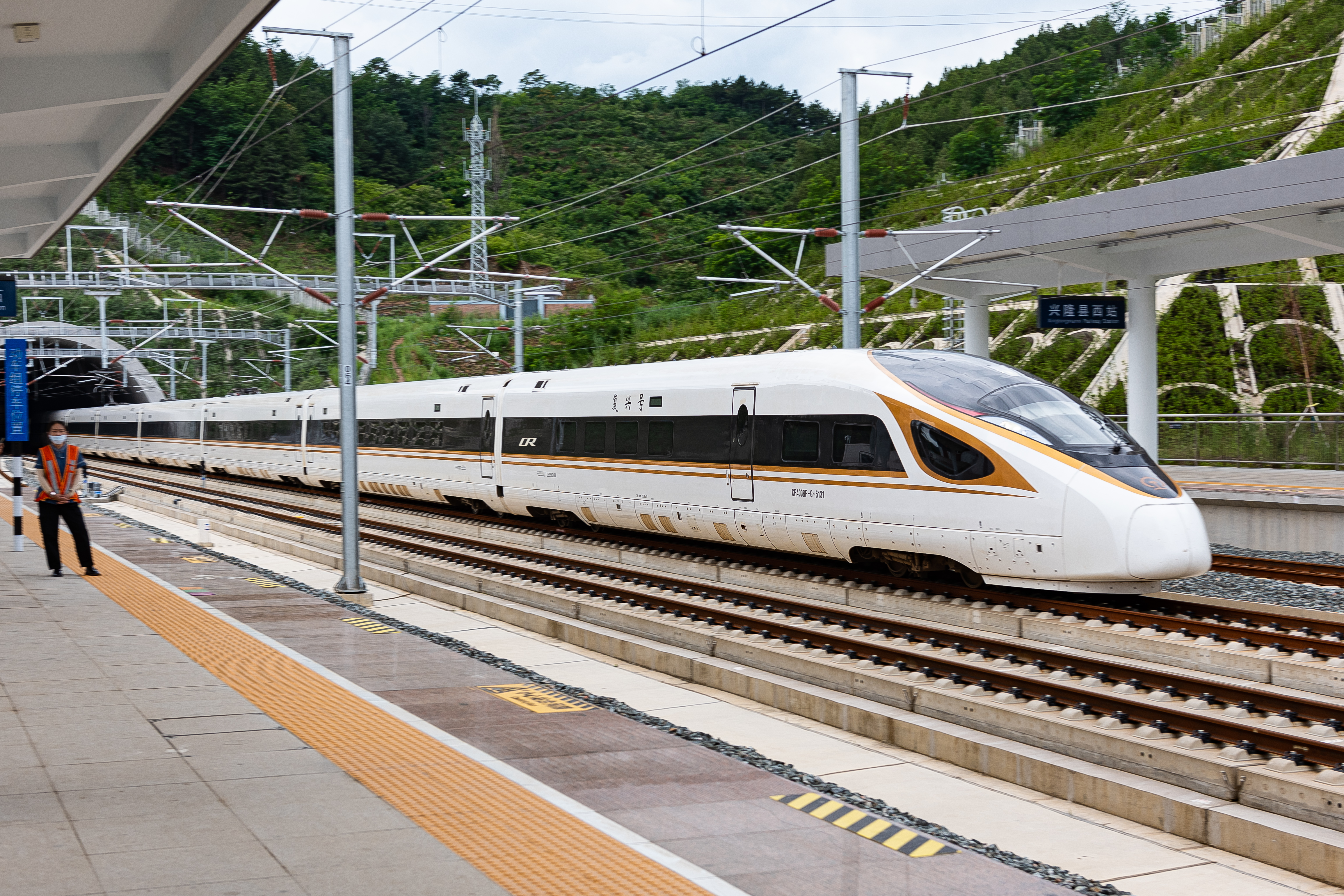
原G975次通过兴隆县西站（2021年7月摄）
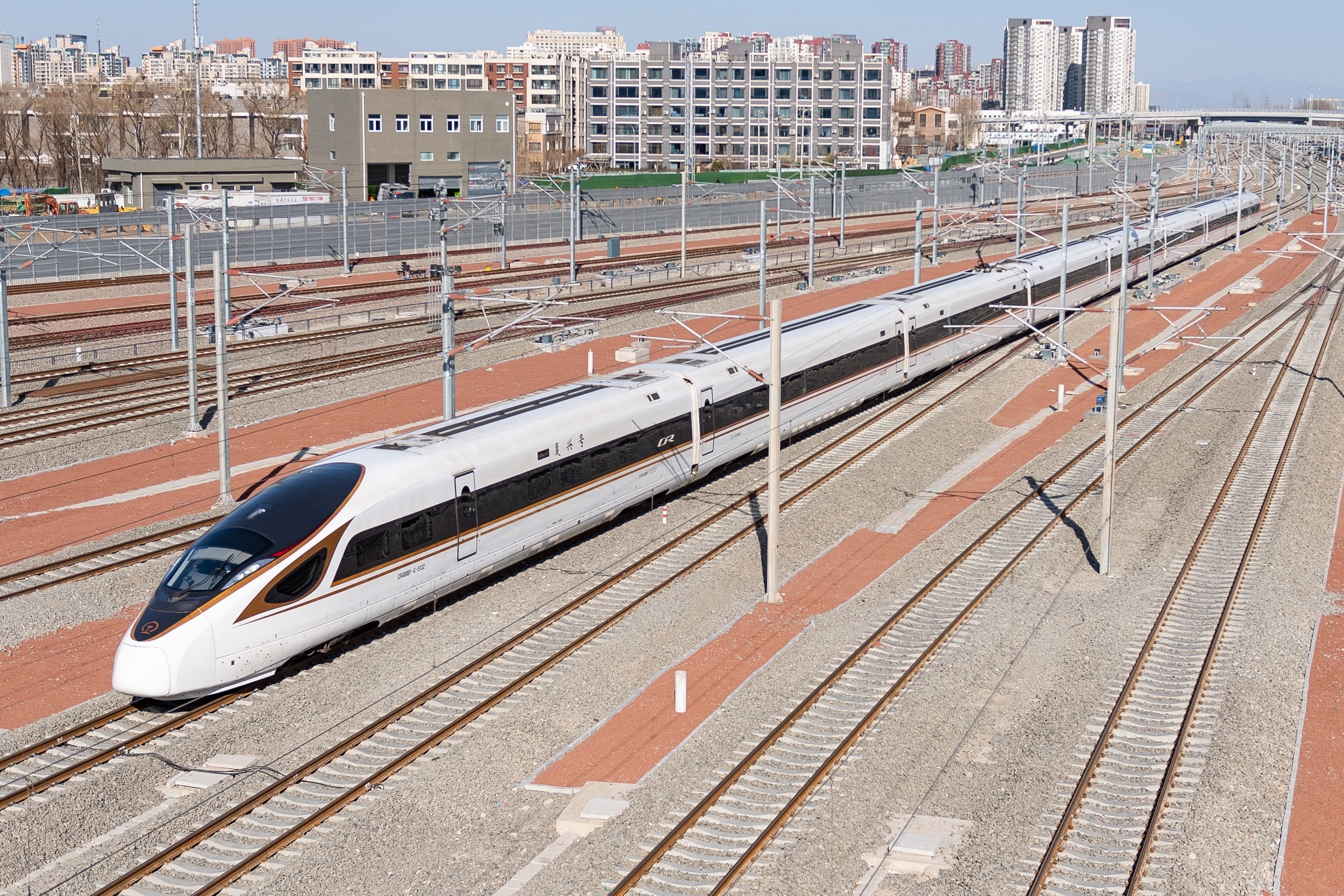
使用单组CR400BF-G的G908次驶入北京朝阳站（2021年1月摄）